# コーウェル (カリフォルニア州)
コーウェル（英: Cowell）は、カリフォルニア州中北部のコントラコスタ郡にかつて存在した非法人地域。現在は同郡にある都市であるコンコードに併合されている。標高は259フィート（79 m）。
コーウェルの名前は、地元の地主であったジョシュア・コーウェル（Joshua Cowell）にちなんで名付けられた。 区域内では郵便局が1922年から1969年まで運営されており 、もとはコーウェル・ポートランド・セメントの企業城下町だった。 

しかし1970年代になると、かつての消防署を除いて、かつての町があった所には何も残らず、ウォルナット・カントリー（Walnut Country、一般的には「クロッシング（The Crossing）の行政区画に取り込まれた。
2009年まで244フィート（約73.2m）の煙突が稼働しないまま残されておりこの町の遺産となっていた。